# Scolopendromorpha
Pour les articles homonymes, voir Scolopendre.
Ordre
Scolopendromorpha est un ordre de myriapodes chilopodes.

## Liste des familles
L'ordre des Scolopendromorpha comporte de l'ordre de 700 espèces et est divisé en 5 familles.
- famille Cryptopidae Kohlrausch, 1881[1]
- famille Mimopidae Lewis, 2006[2]
- famille Plutoniumidae Bollman, 1893[3]
- famille Scolopendridae Leach, 1814[1]
- famille Scolopocryptopidae Pocock, 1896[1]

## Liste des familles et des genres
Selon Catalogue of Life (26 mai 2012) :
- famille Cryptopidae
  - genre Cryptops
  - genre Mimops
  - genre Paracryptops
  - genre Plutonium
  - genre Theatops
  - genre Tonkinodentus
- famille Scolopendridae
  - genre Alipes
  - genre Alluropus
  - genre Arthrorhabdus
  - genre Asanada
  - genre Asanadopsis
  - genre Campylostigmus
  - genre Cormocephalus
  - genre Digitipes
  - genre Edentistoma
  - genre Ethmostigmus
  - genre Hemiscolopendra
  - genre Malaccolabis
  - genre Notiasemus
  - genre Otostigmus
  - genre Psiloscolopendra
  - genre Rhoda
  - genre Rhysida
  - genre Scolopendra
  - genre Scolopendropsis
  - genre Sterropristes
- famille Scolopocryptopidae
  - genre Dinocryptops
  - genre Ectonocryptoides
  - genre Ectonocryptops
  - genre Kartops
  - genre Kethops
  - genre Newportia
  - genre Scolopocryptops
  - genre Thalkethops
  - genre Tidops

Selon NCBI (26 mai 2012) :
- famille Cryptopidae
  - genre Cryptops
  - genre Paracryptops
  - genre Scolopocryptops
  - genre Theatops
- famille Scolopendridae
  - genre Akymnopellis
  - genre Alipes
  - genre Arthrorhabdus
  - genre Asanada
  - genre Campylostigmus
  - genre Cormocephalus
  - genre Digitipes
  - genre Ethmostigmus
  - genre Hemiscolopendra
  - genre Otostigmus
  - genre Rhysida
  - genre Scolopendra
- famille Scolopocryptopidae
  - genre Dinocryptops
  - genre Ectonocryptoides
  - genre Newportia

## Les espèces françaises
La faune de France comprend huit représentants de l'ordre de Scolopendromorpha.
- Scolopendridae
  - Scolopendra Linnaeus, 1758.
    - Scolopendra cingulata Latreille, 1829 — sud de la France.
    - Scolopendra oraniensis Lucas, 1846 — uniquement en Corse.
- Cryptopidae
  - Cryptops
    - Cryptops trisulcatus (Brölemann, 1902).
    - Cryptops anomalas Newport, 1844.
    - Cryptops hortensis (Donovan, 1810).
    - Cryptops jeanneli Matic, 1960.
    - Cryptops parisi Brolemann, 1920.
    - Cryptops umbricus Verhoeff, 1931 — région niçoise.

## Source
- Étienne Iorio et Alessandro Minelli (2005). Un Chilopode confirmé pour la faune de France : Cryptops umbricus Verhoeff, 1931 (Scolopendromorpha, Cryptopidae). Bulletin mensuel de la Société linnéenne de Lyon, 74 (4) : 150-157.